# Erigone dentichelis
Erigone dentichelis là một loài nhện trong họ Linyphiidae.
Loài này thuộc chi Erigone. Erigone dentichelis được František Miller miêu tả năm 1970.